# Anommatus hungaricus
Anommatus hungaricus is een keversoort uit de familie knotshoutkevers (Bothrideridae). De wetenschappelijke naam van de soort werd in 1922 gepubliceerd door Endre Dudich.